# U-Linie
U-Linie nennt man im Produktionsmanagement eine spezifische Anordnung der Stationen innerhalb einer Gruppe in der Fließfertigung. Betrachtet man eine solche Linie im Layout, so folgt die Anordnung der prinzipiellen Gestalt eines „U“. Darin liegen zwei wesentliche Vorteile:
1. Eine vereinfachte und verbesserte Kommunikation der Mitarbeiter an der Linie, die sich räumlich näher stehen als beispielsweise bei einer Anordnung in Reihe und so Probleme früher erkennen und beseitigen können.
2. Eine Mehrmaschinenbedienung wird erleichtert.

Soweit es sich um ein Montageband für schwerere Produkte handelt, wo die Mitarbeiter bei der Bewältigung größerer Aufgabenumfänge mitlaufen oder mitfahren müssen, hat die U-Form den weiteren Vorteil, dass der Rückweg an die erste Arbeitsstation deutlich verkürzt wird. In einer Steigerung des Konzeptes können die Schenkelenden noch näher zusammengeführt sein. Dann spricht man von einer Ω-Linie.